# 新立镇 (榆树市)
新立镇，是中华人民共和国吉林省长春市榆树市下辖的一个乡镇级行政单位。

## 行政区划
新立镇下辖以下地区：
新立街道社区、泡沿村、康甲村、三岗村、柞树村、苇沟村、永合村、太平村、双于村、新立村、青顶村、什家村、保安村、兴合村、莲花村、梨树村、马九村和英咀村。